# (5602) 1991 VM1
Az (5602) 1991 VM1 a Naprendszer kisbolygóövében található aszteroida. Ueda és Kaneda fedezte fel 1991. november 4-én.